# РОСТА (фармацевтическая компания)
ЗАО «РОСТА» — российский фармдистрибьютор. Компания занимается оптовой реализацией лекарств, изделий медицинского назначения и парафармацевтической продукции в аптеки и лечебные учреждения.
Компания является поставщиком более чем в 15 000 аптек и лечебно-профилактических учреждений. На территории России компания представлена 28 филиалами и 14 торговыми представительствами.

## История
ЗАО «РОСТА» основано в 2002 году в результате объединения нескольких фармацевтических компаний: регионального дистрибьютора «Фарм Тамда 77» (Санкт-Петербург), национального дистрибьютора лекарственных средств «Россиб Фармация» (г. Новосибирск) и регионального дистрибьютора «АртроМед» (Самара). Европейским партнёром компании «РОСТА» стал финский концерн «Тамро» — фармацевтический дистрибьютор в Северной Европе. Создание компании «РОСТА», по мнению Института Общественного здравоохранения, было названо событием 2002 года на фармацевтическом рынке России. На момент создания ЗАО «РОСТА», консолидированный объём продаж объединяемых компаний составил $ 184,7 млн..
Деятельность компании «РОСТА» в 2003 году различными ведущими аналитическими центрами фармацевтической отрасли была оценена по-разному. Так, например, по данным издательства «Фармацевтический вестник» компания «РОСТА» по объёму продаж уже в 2003 году заняла 4-е место в списке крупнейших фармацевтических дистрибьютеров России.
А по данным аналитической компании RMBC (ГК «Ремедиум») компания «РОСТА» не вошла даже в список пяти крупнейших фармацевтических дистрибьюторов.
Тем не менее, в 2004 году компания «РОСТА» по объёмам продаж уверенно закрепилась на 4-м месте, а в 2005 г., когда компания стала участником Федеральной программы ДЛО (Дополнительного Лекарственного Обеспечения) — была признана ответственным поставщиком лекарственных средств в 24 субъектах РФ. Рейтинг компании по объёмам продаж поднялся до третьего места в совокупном рейтинге фармацевтических дистрибьюторов. Экспертная оценка доли компании на фармацевтическом рынке страны в 2005 году составила 3,74 %.
В 2006 году компания «РОСТА» создаёт аффилированную розничную сеть под брендом «Радуга». Происходят значительные изменения в структуре собственников компании. Финская компания «Tamro Group» становится владельцем 42,5 % акций ЗАО «РОСТА». По данным DSM Group, в 2006 году компания «РОСТА» смогла существенно увеличить объёмы продаж, её доля на рынке составила 8 %, что соответствует 3-му месту в рейтинге фармацевтических дистрибьюторов России.
В 2007 году оборот фармацевтической группы «РОСТА» превысил 1 млрд долларов США. Вместе с увеличением объёма продаж, главным образом, за счёт участия в бюджетных программах, компания «РОСТА» оказалась в центре так называемого финансового кризиса системы ДЛО. Суть кризиса сводилась к тому, что потребности в лекарственном обеспечении программы были существенно выше объёма государственного финансирования. С другой стороны, Счетной палатой РФ были выявлены массовые случаи поставок лекарственных средств без соответствующих заявок или сверх заявленного количества, в результате чего, по мнению специалистов счетной палаты, объёмы лекарственных средств были существенно завышены.
В результате, дистрибьюторы (участники программы ДЛО) поставили лекарств больше, чем государство смогло оплатить, а дистрибьюторы не смогли своевременно рассчитаться со своими поставщиками и другими участниками программы. Так например, только перед аптеками Алтайского края долг компании ЗАО «РОСТА» за 2006—2007 гг. составил более 61 млн рублей.
В 2008 году компания на территории России имела 28 филиалов и 15 представительств.
Находилась в тройке крупнейших фармацевтических дистрибьюторов по доле на рынке прямых поставок лекарственных средств по итогам 2014 года.

## Руководство компании
С 2002 по 2005 год президентом компании являлся Олег Юрьевич Конев.
С 2005 года по настоящее время президентом компании является Давид Исаакович Паникашвили.

## Дочерние и зависимые компании
Компания аффилирована с федеральной аптечной сетью «Радуга» и сетью аптек в Москве и Санкт-Петербурге «Первая помощь», насчитывающими 875 аптечных точек.

## Нарушения антимонопольного законодательства
В декабре 2012 года Федеральная антимонопольная служба (ФАС) России раскрыла преступный сговор с участием компании ЗАО «РОСТА». В торгах по закупке лекарственных средств для Минздравсоцразвития РФ по государственной программе «7 нозологий», ЗАО «РОСТА», совместно с другими фармацевтическими компаниями, манипулировала своими ценовыми предложениями с целью завышения сумм поставки лекарств по госконтрактам. Материалы выявленных фактов направлены в МВД для возбуждения уголовного дела. В конце апреля Арбитражный суд г. Москвы признал недействительным решение ФАС России от 21 декабря 2012 г. Тогда антимонопольные учреждения уличили ЗАО «РОСТА» и ЗАО Фирма "ЦВ «Протек» в согласованных действиях в ходе проведения аукциона по программе «Семь нозологий» на общую сумму 3,4 млрд руб. Это последнее из резонансных дел о сговорах фармацевтических дистрибьюторов на торгах Минздравсоцразвития России в 2008—2009 гг. ФАС будет обжаловать решение суда первой инстанции в апелляции, а затем — и в кассации.